# (33895) 2000 KM31
2000 KM31 (asteroide 33895) é um asteroide da cintura principal. Possui uma excentricidade de 0.12243870 e uma inclinação de 2.68884º.
Este asteroide foi descoberto no dia 28 de maio de 2000 por LINEAR em Socorro.